# Autismo de alta funcionalidade
O Autismo de Alta Funcionalidade, ou Autismo Altamente Funcional, ou Autismo de Alto Desempenho, AAF, é um Transtorno do Espectro Autista (TEA) e aplica-se a indivíduos com maior "funcionalidade" ou "capacidade" em relação a outras pessoas autistas, por uma ou mais métricas (não possuem QI menor do que 70), e por habilidades como ler, escrever, falar e decidir questões de sua vida, e por ter mais autonomia do que quem tem autismo médio ou severo.

## Caracterização
Ao contrário da Síndrome de Asperger, não é reconhecido como diagnóstico médico oficial pelo DSM-V (Manual Diagnóstico e Estatístico de Desordens Mentais) ou pela CID-10 (Classificação Internacional de Doenças).
Tanto os indivíduos com AAF como os que possuem Síndrome de Asperger utilizam da linguagem sem comprometimentos, podem apresentar déficits em áreas de comunicação, reconhecimento de emoções e expressão e interação social.
A quantidade de sobreposição entre AAF e Síndrome de Asperger é contestada. Alguns psicólogos argumentam que as duas entidades de diagnóstico são distintas, outros argumentam que são indistinguíveis.
A característica definidora mais amplamente reconhecida pelos psicólogos que as distinguem, é que os indivíduos com AAF possuem um atraso significativo no desenvolvimento das primeiras habilidades de fala e linguagem, antes dos 3 anos de idade, enquanto que os critérios de diagnóstico da síndrome de Asperger excluem um atraso geral da linguagem.
Além disso, em relação aos indivíduos com Síndrome de Asperger, os indivíduos com AAF tem:
- Menor habilidade de raciocínio verbal;
- Maiores habilidades visuais/espaciais (QI de alto desempenho);
- Menos desvio de locomoção;
- Frequentemente mais problemas para viver de forma independente;
- Curiosidade e interesse por muitas coisas diferentes;
- Menos empatia com outras pessoas;
- Proporção entre homens e mulheres (4:1), que é bem menor.

Da mesma maneira que outros indivíduos com distúrbios do espectro autista, indivíduos com AAF correm o risco de desenvolver sintomas de ansiedade.
Embora a ansiedade seja um dos sintomas de saúde mental mais comuns, crianças e adolescentes com AAF correm um risco ainda maior de desenvolver sintomas.
Existem outras comorbidades (distúrbios), incluindo: depressão, transtorno bipolar e transtorno obsessivo-compulsivo (TOC).
Em particular, a relação entre AAF e TOC foi estudada; ambos possuem anormalidades associadas à serotonina.
As comorbidades observáveis associadas à AAF incluem TDAH, síndrome de Tourette e, possivelmente, comportamento conflituoso.
Embora a associação entre AAF e comportamento conflituoso não esteja completamente caracterizada, vários estudos mostraram que os recursos associados à AAF podem aumentar a probabilidade de se engajar em comportamentos conflituosos.
Embora ainda haja uma grande pesquisa que precisa ser feita nesta área, estudos recentes sobre a correlação entre AAF e ações conflitantes sugerem que há necessidade de compreender os atributos de AAF que podem levar a comportamentos violentos.
Houve vários estudos de caso que ligam a falta de empatia e ingenuidade social associada à AAF às ações conflituosas.
O AAF não causa nem inclui deficiências intelectuais. Esta característica distingue AAF do resto do espectro do autismo; entre 40 e 55% das pessoas com autismo também têm uma deficiência intelectual.

## Causa
Embora pouco se saiba sobre a base biológica do autismo, estudos revelaram anormalidades estruturais em regiões específicas do cérebro. As regiões identificadas no cérebro "social" incluem a amígdala, sulco temporal superior, área de giro fusiforme e córtex orbitofrontal.
Outras anormalidades foram observadas no núcleo caudado, que acredita-se estar envolvido em comportamentos restritivos, bem como em um aumento significativo na quantidade de massa cinzenta cortical e conectividade atípica entre regiões do cérebro.
Há uma crença equivocada de que algumas vacinas, como a tríplice viral (MMR), a vacina contra sarampo/rubéola/caxumba, podem causar autismo.
Isto foi baseado em um estudo de pesquisa publicado por Andrew Wakefield, que foi determinado fraudulento. Os resultados deste estudo fizeram com que alguns pais tirassem as crianças das vacinas; essas doenças podem causar deficiências intelectuais ou a morte.
A afirmação de que algumas vacinas causam autismo não foi comprovada através de múltiplos estudos em larga escala realizados no Japão, Estados Unidos e outros países.

## Diagnóstico
Os casos geralmente são diagnosticados aos 35 meses de idade, muito mais cedo do que aqueles com síndrome de Asperger. Este fenômeno é provavelmente devido ao atraso precoce na fala e na linguagem.
Embora não haja uma única medida de diagnóstico padrão aceita para AAF, uma das ferramentas mais utilizadas para detecção precoce é o Questionário de Comunicação Social. Se os resultados do teste indicarem um transtorno do espectro autista, uma avaliação abrangente pode levar ao diagnóstico de AAF.
Algumas características utilizadas para diagnosticar um indivíduo com autismo incluem a falta de contato visual, o gesto de apontar, e déficits nas interações sociais. A Entrevista de Diagnóstico de Autismo Revista (ADI-R) e o Protocolo de Observação para o Diagnóstico de Autismo (ADOS) são duas avaliações utilizadas no processo de diagnóstico padrão.
Existem duas classificações de diferentes estilos de interação social associados à AAF. O primeiro é um estilo de interação social ativo, porém estranho, classificado por sintomas de TDAH, mau funcionamento executivo e problemas psicossociais. A dificuldade de controlar os impulsos pode causar comportamentos sociais ativos, mas estranhos, presentes em algumas crianças com AAF. O segundo tipo de interação social é um estilo passivo. Esse estilo distante caracteriza-se pela falta de iniciações sociais e pode ser causado pela ansiedade social.
O feminismo ocidental tem também influenciado no víes de diagnóstico de autismo em homens.